# موتر المتجه
موتر المتجه في الجيولوجيا، وخصوصًا دراسة الحريث الجليدي، تُستخدم المتجهات الذاتية والقيم الذاتية كطريقة يمكن من خلالها تلخيص كمية كبيرة من المعلومات عن متجه وميل مقومات نسيج الفتات في فضاء ثلاثي الأبعاد من خلال ستة أرقام. في الموقع، يمكن أن يقوم الجيولوجي بجمع مثل هذه البيانات من مئات وربما آلاف الفتات في عينة التربة، والتي يمكن مقارنتها بيانيًا فقط، كما في مخطط الرسم الثلاثي (Tri-plot) (سنيد وفولك)،  أو في شكل إسقاط استريوغرافي.. ويكون ناتج موتر المتجه في المحاور الثلاثة الرأسية (المتعامدة) للفضاء.
وتخرج نواتج المتجهات الذاتية من برامج، مثل Stereo32  في هذا الترتيب E1 > E2 > E3، مع العلم أن E1 هي المتجه الأولي لمتجه/ميل الفتات، وE2 المتجه الثانوي، وE3 المتجه الثالث، من حيث القوة. ويُعرّف متجه الفتات على أنه المتجه الذاتي، على وردة بصلة ذات 360 درجة مئوية. ويتم قياس الميل مثل القيمة الذاتية، معامل الموتّر: يتم تقييمه من 0 درجة مئوية (لا يوجد ميل) إلى 90 درجة مئوية (رأسي الميل). وتتنوع معاني قيم E1 وE2 وE3، كما هو واضح في كتاب «الدليل العملي لدراسة الرواسب الجليدية» (A Practical Guide to the Study of Glacial Sediments) من تأليف بين وإيفانز عام 2004.